# Louis Beuque
Pour les articles homonymes, voir Beuque.
Louis Beuque est un architecte français, né à Pontarlier le 15 août 1715, et mort à Besançon le 8 mars 1799.

## Biographie
Louis Beuque est le fils de Joseph Beuque, marchand tanneur, et de Jeanne Françoise Vernois. Il s'est marié à Pontarlier, en 1737, avec Anne Antoine Vispré dont il a eu onze enfants.
Il a probablement été négociant à Pontarlier avant de s'installer à Besançon, en 1747. Il y exerce une activité de brasseur de 1748 à 1758.
Louis Beuque affirmait qu'il s'est formé à l'architecture à l'École des arts de Jacques-François Blondel en 1758-1759. Il est possible que l'intérêt de Louis Beuque pour l'architecture soit dû à l'ingénieur et architecte Jean Querret qui avait reconstruit la maison de la famille Beuque à Pontarlier après l'incendie de Pontarlier, en 1736. En 1760, Louis Beuque est inscrit sur la liste des architectes à Besançon bien qu'il soit imposé au tarif des ouvriers.
En mars 1758, le prince-abbé de Murbach, Dom Léger de Rathsamhausen demande à transférer l'abbaye de Murbach à Guebwiller. Ce transfert est autorisé par le pape Clément XIII par le bref du 12 janvier 1759. L'abbaye ne contient plus à cette époque que huit religieux. La construction des bâtiments pour recevoir les religieux sont d'abord à Jean Querret qui avait reconstruit l'abbatiale Saint-Martin de Lure en 1741. L'abbaye de Lure était rattachée à l'abbaye de Murbach depuis le XVIe siècle. En mars 1758, Jean Querret a proposé un plan des aménagements d'un vaste ensemble conventuel près château du prince-abbé. Il comprenait trois ailes disposées en U autour d'une cour. L'église, perpendiculaire à l'aile sud, occupait le quatrième côté. En 1759, Jean Querret est payé pour le plan d'une église qui n'a pas subsisté mais qui n'a pas convenu au chapitre. Cette même année apparaît le nom de Louis Beuque, « ingénieur à Besançon ». Louis Beuque présente un plan pour l'église Notre-Dame de Guebwiller en 1760 qui n'a pas convenu au chapitre « ayant trouvé led. plan non fait suivant le goust moderne ». Un second plan est proposé en mai 1761 qui est accepté. On commence alors à extraire les pierres nécessaires dans la carrière de Bergholtz. La construction commence dans le second semestre 1762. Il s'est engagé par contrat de 24 avril 1762 à fournir tous les plans nécessaires et à être présent sur le chantier trois fois par an. En 1763, mécontent des travaux, il ajoute à sa fonction d'architecte celle d'appareilleur l'obligeant à s'installer à Guebwiller. En décembre 1764, les murs de l'église atteignent 9 m de hauteur. La bulle de sécularisation est fulminée en décembre 1764. Le chapitre veut disposer de maisons canoniales. Pendant les deux années suivantes, il s'occupe alors de les construire. Depuis 1765, Gabriel Ignace Ritter travaille sur l'église comme sculpteur. Les premières statues sont posées en 1767, mais depuis 1766, le travail de Louis Beuque est critiqué.
Ces critiques sont réfutées par l'architecte de l'évêché de Bâle, Pierre-François Pâris. Malgré l'opposition du chanoine franc-comtois chargé de l'inspection des travaux, Bouzier de Rouveroye, et du prince-abbé, la majorité du chapitre a décidé de retirer à Louis Beuque la charge d'appareilleur le 11 octobre 1767 pour la confier à Ritter. Le 2 janvier 1768, le chapitre décide d'arrêter les travaux qui sont arrivés au niveau des chapiteaux de la nef. Le Conseil souverain d'Alsace nomme une commission d'experts à la demande du chapitre. Les conclusions de la commission sont défavorables à Beuque. En décembre 1767, Louis Beuque annonce au chapitre la venue de Jacques-François Blondel
Le chapitre le congédie le 4 mai 1768. Pour se défendre, Louis Beuque présente les plans de l'église à l'Académie royale d'architecture dans sa séance du 8 août 1768 qui se montre « contente de la disposition générale du projet ». Le chapitre fait examiner de nouveau le chantier par d'autres architectes. À la suite de leurs rapports, le renvoi de Louis Beuque est confirmé le 11 novembre. Le chapitre décide d'en appeler à son tour à l'Académie royale d'architecture le 4 avril 1769. L'Académie est saisie le 29 juin et nomme une commission composée de Michel-Jean Sedaine, Jean-Michel Chevotet, François Franque et Maximilien Brébion. Le 21 août, les commissaires font approuver leurs conclusions critiques et leurs recommandations par l'Académie. Le prince-abbé qui avait soutenu Louis Beuque s'incline devant cet avis. La principale erreur de Louis Beuque semble avoir été une importante sous-estimation du devis.

## Autres œuvres
Entre 1770 et 1786, Louis Beuque va essentiellement à travailler pour les communautés de la subdélégation de Besançon. Il s’occupe d’expertises, de devis, de réparations ou de projets pour des églises et leur mobilier, des presbytères, des écoles, des fontaines ou des ponts :
- presbytère de Fondremand, en 1772,
- église Saint-Martin de Noironte, entre 1771 et 1775,
- modification de l'église Saint-Marcel de Delémont,
- construction du clocher comtois de l'église Saint-Martin de Pin (Haute-Saône), entre 1771 et 1776
- chapelle Saint-Marcellin de Malbrans, en 1771,
- église de la Nativité-de-Notre-Dame de Montfaucon, en 1775,
- église de la Nativité-de-Notre-Dame de Chambornay-lès-Pin entre 1776 et 1782,
- architecte d'exécution de l'église Saint-Maurice de Cirey[5],
- église Saint-Pierre-aux-Liens de Percey-le-Grand[6],
- immeuble, 16 rue de la préfecture, Besançon[7]

Louis Beuque reste l'architecte d'un chef-d'œuvre.